# Ротенга (Торино)
Ротенга је насеље у Италији у округу Торино, региону Пијемонт.
Према процени из 2011. у насељу је живело 58 становника. Насеље се налази на надморској висини од 212 м.